# 细长白甲鱼
细长白甲鱼又名細身光唇魚（学名：Onychostoma elongatum）为輻鰭魚綱鯉形目鲤科白甲鱼属的鱼类。分布于越南、寮國及中國澜沧江水系等，本魚體細長而側扁，吻長小於眼後頭長，口亞下位，呈馬蹄形，唇光滑，上下唇在口角處相連，下頷前緣平直，具觸鬚2對，眼中大，體被中圓鱗，側線明顯，背鰭起點在腹鰭前方，胸鰭末端不達腹鰭，尾鰭叉形，體背褐色，腹部略白，沿側線有一條黑色縱紋，體長可達11.5公分，棲息在沙底質、水流湍急的河川底中層水域，生活習性不明。该物种的模式产地在广西。

## 扩展阅读
維基物種上的相關：细长白甲鱼